# Rhododendron lindleyi
Rhododendron lindleyi là một loài thực vật có hoa trong họ Thạch nam. Loài này được T. Moore miêu tả khoa học đầu tiên năm 1864.